# 뢰벤하임-스콜렘 정리
모형 이론에서 뢰벤하임-스콜렘 정리(Löwenheim-Skolem定理, 영어: Löwenheim–Skolem theorem)는 논리적 언어의 특정한 크기를 갖는 모형의 존재에 대한 정리다. 1차 논리의 중요한 특성 가운데 하나이다.

## 정의
부호수 {\displaystyle \sigma }의 구조 {\displaystyle M}에 대하여, 다음 두 명제가 성립한다.:44–48:151–154
- (상향 뢰벤하임-스콜렘 정리 영어: upward Löwenheim–Skolem theorem) 만약 {\displaystyle |M|\geq \aleph _{0}}이라면, 모든 기수 {\displaystyle \kappa \geq |M|+|\sigma |} 에 대하여, 다음 두 조건을 만족시키는 {\displaystyle \sigma }-구조 {\displaystyle N}이 존재한다.
  - {\displaystyle |N|=\kappa }
  - 기본 매장 {\displaystyle j\colon M\hookrightarrow N}이 존재한다.
- (하향 뢰벤하임-스콜렘 정리 영어: downward Löwenheim–Skolem theorem) 모든 부분집합 {\displaystyle X\subset M}에 대하여, 다음 두 조건을 만족시키는 {\displaystyle \sigma }-구조 {\displaystyle N}이 존재한다.
  - {\displaystyle |N|\leq |X|+|\sigma |+\aleph _{0}}
  - 기본 매장 {\displaystyle j\colon N\hookrightarrow M}이 존재하며, {\displaystyle X\subset j(N)\subset M}이다.

여기서 {\displaystyle |\sigma |}는 부호수 {\displaystyle \sigma }에 속한 연산의 집합의 크기와 관계의 집합의 크기의 합이다.

## 고차 논리에서의 부재
표준 모형(영어: standard model)을 갖춘 고차 논리에서는 뢰벤하임-스콜렘 정리가 성립하지 않는다. 다만, 고차 논리에서 헹킨 모형(영어: Henkin model 또는 영어: general model)을 사용하면, 고차 논리는 사실상 1차 논리가 된다. 이 경우, 뢰벤하임-스콜렘 정리가 자명하게 적용된다.

## 증명
뢰벤하임-스콜렘 정리는 다음과 같이 증명될 수 있다.

### 하향 뢰벤하임-스콜렘 정리
임의의 자연수 {\displaystyle n} 및 {\displaystyle M}의 각 1차 논리 명제 {\displaystyle \phi (x_{1},\dots ,x_{n},y)}에 대하여, 선택 공리를 사용하여 다음 성질을 만족시키는 함수 {\displaystyle f_{\phi }\colon M^{n}\to M}를 정의할 수 있다.
- {\displaystyle M\models \exists y\colon \phi ({\vec {x}},f_{\phi }({\vec {x}}))}이거나, 아니면 {\displaystyle M\models \lnot \exists y\colon \phi ({\vec {x}},y)}이다.

이러한 함수를 스콜렘 함수(영어: Skolem function)
{\displaystyle X\subset M}에 대하여, 다음을 정의하자.
{\displaystyle X_{0}=X}
{\displaystyle X_{i+1}=\{f_{\phi }({\vec {x}})\colon n\in \mathbb {N} ,\;{\vec {x}}\in M^{n},\;\phi \in \sigma \}}
{\displaystyle \phi }를 {\displaystyle x=y}로 놓으면, {\displaystyle X_{i+1}\supset X_{i}}인 것을 알 수 있다. 또한,
{\displaystyle |X_{i}|\leq |X_{i+1}|\leq |X_{i}|+|\sigma |+\aleph _{0}}
이다. 그렇다면
{\displaystyle N=\bigcup _{i\in \mathbb {N} }X_{i}\supset X}
는 타르스키-보트 판정법(영어: Tarski–Vaught test)에 따라서 {\displaystyle M}의 기본 부분 구조이며,
{\displaystyle |N|\leq |X|+|\sigma |+\aleph _{0}}
이다.

### 상향 뢰벤하임-스콜렘 정리
부호수 {\displaystyle \sigma }에, {\displaystyle M}의 각 원소에 대응하는 0항 연산을 추가한 부호수 {\displaystyle \sigma \sqcup M}을 정의하자. 그렇다면, {\displaystyle M}의 {\displaystyle \sigma \sqcup M}에 대한 이론 {\displaystyle \operatorname {Th} _{\sigma \sqcup M}(M)}을 생각하자. 이를 {\displaystyle M}의 기본 도표(영어: elementary diagram)라고 한다. {\displaystyle \sigma \sqcup M}에 {\displaystyle \kappa }개의 새 0항 연산 {\displaystyle \{c_{i}\}_{i\in I}}를 추가하고, 기본 도표 {\displaystyle \operatorname {Th} _{\sigma \sqcup M}(M)}에 {\displaystyle \kappa ^{2}}개의 명제
{\displaystyle c_{i}\neq c_{j}\qquad (i,j\in I,\;i\neq j)}
를 추가하자. 이 이론은 콤팩트성 정리에 따라 모형을 가지며, 그 모형의 크기는 항상 {\displaystyle \kappa } 이상이다. 그렇다면 이 모형에서 추가한 0항 연산들을 망각하고, 하향 뢰벤하임-스콜렘 정리를 사용하여 크기가 정확히 {\displaystyle \kappa }인 {\displaystyle \sigma }-모형을 찾을 수 있으며, 이 모형은 정의에 따라 {\displaystyle M}을 기본 부분 구조로 갖는다.

## 예
1차 논리로 서술된 집합론(예를 들어, 선택 공리를 추가한 체르멜로-프렝켈 집합론)을 생각하자. 만약 이 집합론이 충분히 강력하다면, 이 집합론에서 비가산 집합의 존재를 증명할 수 있다. 그러나 하향 뢰벤하임-스콜렘 정리에 따르면 이 집합론은 가산 무한 모형을 가진다. 이를 스콜렘 역설(영어: Skolem’s paradox)이라고 하며, 토랄프 스콜렘이 1922년에 지적하였다.
스콜렘 역설은 모순이 아니며, 다음과 같이 해소된다. 집합론에서는 함수 역시 집합의 일종으로 구현된다. 비가산 집합의 존재는 다음 성질을 만족시키는 집합 {\displaystyle S}의 존재를 의미한다.
- 단사 함수 {\displaystyle f\colon \mathbb {N} \to S}가 존재한다.
- 전사 함수 {\displaystyle f\colon \mathbb {N} \to S}는 존재하지 않는다.

집합론의 가산 모형에서, 이는 다음과 같이 해석된다.
- 모형 속에서, 단사 함수 {\displaystyle f\colon \mathbb {N} \to S}를 나타내는 원소가 존재한다.
- 모형 속에서, 전사 함수 {\displaystyle f\colon \mathbb {N} \to S}를 나타내는 원소는 존재하지 않는다. (그러나 물론 모형이 가산 모형이므로 모형 밖에서는 이러한 전사 함수를 정의할 수 있다.)

## 역사
독일의 수리논리학자 레오폴트 뢰벤하임(Leopold Löwenheim)과 노르웨이의 수리논리학자 토랄프 스콜렘이 1915년에 증명하였다.:151

## 같이 보기
- 괴델의 완전성 정리
- 콤팩트성 정리